# Niebaczne przysięgi
Niebaczne przysięgi (fr. Les Serments Indiscrets) – komedia w trzech aktach Pierre’a de Marivaux wystawiona w 1732.

## Data powstania utworu
Utwór został napisany w 1732 roku. Marivaux miał nieszczęśliwy pomysł zaniesienia sztuki do Teatru Francuskiego. Utwór rzeczywiście zagrali 8 czerwca 1732 w salle Richelieu au cœur du Palais-Royal aktorzy Comédie-Française. Premiera stała się przyczyną największej klęski, jaką poniósł Marivaux na scenie. Sztukę grano w niedzielę, było bardzo ciepło, publiczność się niecierpliwiła, a nader prosta akcja nie pomagała utrzymać uwagi. W rezultacie piątego aktu nawet nie wysłuchano.

## Osoby
| Osoba   | Jej rola w dramacie      |
| ------- | ------------------------ |
| Orgon   | ojciec Lucylli i Fenicji |
| Ergast  | ojciec Damisa            |
| Lucylla | córka Ergasta            |
| Fenicja | jej siostra              |
| Damis   | syn Ergasta              |
| Lizeta  | służąca Lucylli          |
| Frontyn | sługa Damisa             |

## Treść
Akcja sztuki rozgrywa się w domu na wsi. 

### Akt I
Lucylla zwierza się swej służącej Lizecie, że nie chce poślubić, którego jej znalazł ojciec, syna ich sąsiada, Damisa. Ma dopiero osiemnaście lat, jest jeszcze zbyt młoda, by poddać się pod władzę obcego mężczyzny i już nie móc stanowić o sobie. Damis spotyka się w sekrecie z Lucyllą przed oficjalnym zapoznaniem się, żeby oznajmić jej, że on również nie chce się żenić. Małżeństwo nie pozwoli mu korzystać z życia jak dotąd, zresztą nie ma zbyt dobrej opinii o kobietach. Lucylla czuje się urażona, ponieważ jednak łączą ich wspólne cele zobowiązuje Damisa, by nie okazywał i nie mówił o miłości do niej, a zaczął zabiegać o względy jej młodszej siostry Fenicji.

### Akt II
Orgon ojciec Lucyllii niepokoi się, że córka okazuje Damisowi oziębłość, a młodzieniec stara się względy młodszej córce. Frontyn, sługa Damisa, cieszy się, że ich, wspólne z Lizetą, plany, aby nie dopuścić do małżeństwa swych państwa, tak dobrze się spełniają, dzięki czemu będą mogli nadal nimi rządzić. Niestety czyni to niemożliwym, jakiekolwiek zbliżenie między nimi. Fenicja jest zakłopotana względami, jakie okazuje jej Damis, a które należą się jej siostrze. Lucylla czuje się zazdrosna o siostrę. Orgon i Ergast są zaniepokojeni dotychczasowym przebiegiem konkurów, dają narzeczonym jeszcze dwa dni, jeśli dalej nic z tego nie będzie, Ergast obiecuje synowi, że i tak go ożeni. Damis jest poruszony wizją tak rychłej utraty wolności. Nie wie też z kim ojciec chce go związać. Odmiennie niż Lucylla, która gotowa jest zachować wolność kosztem siostry, postanawia pokochać Lucyllę. Przysięga zabraniała tylko mówić o miłości i ją okazywać, nie zabraniała jednak kochać. 

### Akt III
Orgon dochodzi do wniosku, że to Fenicja jest zakochana w Damisie, a nie Lucylla i postanawia skojarzyć ich małżeństwo. Córki zaprzeczają i protestują, ale ojciec im nie wierzy. Zmartwionemu Ergastowi komunikuje swój pomysł. Ergast wysyła do syna Frontyna z wiadomością, że albo poślubi Fenicję, albo ojciec go wydziedziczy. Słudzy są zaniepokojeniː Lucylla nie chce rozmawiać z Lizetą, Damis ma poślubić Fenicję, ich próba pokierowania losami państwa zupełnie im nie wyszła. Frontyn przekazuje swemu panu wiadomość od ojca. Damis jest załamany. Słudzy zapewniają go o miłości Lucylli, on jednak sądząc po jej zachowaniu wątpi w nią. Zjawia się Lucylla i dochodzi do kłótni między zakochanymi. Lizeta strofuje ich za bezsensowne zachowanie, które do niczego nie prowadzi, apeluje, by zwolnili się z przysięgi. Lucylla dopytuje się czy Damis nie kocha Fenicji, z troski o siostrę. Damis wypomina jej, że to ona pchnęła go w jej ramiona i zapewnia Lucyllę, że jeśli przeszkodzi mu poślubić Fenicję poślubi ją. Rozchodzą się w gniewie.

### Akt IV
Frontyn ostrzega Damisa, że dziewczyna, jak Fenicja, która ma szansę się wydać może nie zważać, na brak miłości. Frontyn, spotkawszy Fenicję, radzi jej, by nie wychodziła za mąż bez miłości i nie będąc kochaną, na dowód prawdziwości swych słów przytacza historię niedorzecznej przysięgi między Damisem a Lucyllą. Fenicja postanawia wywrzeć nacisk na zakochanych. Zachęca Damisa, próbującego wywikłać się z małżeństwa z nią, by nie robił sobie przeszkód i żenił się z nią, a ona nie będzie miała nic przeciw temu, by kochał kogoś na boku. Przyparty do muru Damis, klęka i oświadcza się jej. Dziewczyna jest zdezorientowana. Ojcowie są zachwyceni. Jeszcze tego wieczoru postanawiają zorganizować ślub. Młodzi są smutni. Fenicja żąda od Damisa, aby skoro się oświadczył, kochał ją, a ona też go pokocha, bo jest posłuszna ojcu. Fenicja powiadamia Lucyllę o swym szczęściu, w którym i Lucylla ma swój udział, bo pozbyła się adoratora, który jej nie odpowiadał. Lucylla radzi jej, by nie wychodziła za człowieka, który jej nie kocha. Fenicja twierdzi jednak, że wierzy świadectwu swych oczuː widziała Damisa u swych stóp. Nie daje się także przekonać świadectwu Lizety. Zrozpaczona Lucylla wysyła Lizetę, by przekazał Damisowi, że ona go nie nienawidzi, a właściwie to go kocha i to gorąco. Zjawia się jednak Damis i dochodzi do kolejnej kłótni.

### Akt V
Słudzy są w rozpaczy. Są świadomi, że to z powodu ich nieudolnego działania i państwo nie potrafią się porozumieć. Lucylla oskarża Lizetę o to, że znalazła się w obecnej sytuacjiː to ona zachwalała jej wolność, podpowiadała jej jak uniknąć małżeństwa z Damisem, tymczasem nie ma nic lepszego niż małżeństwo, szczególnie z tak kochanym mężczyzną jak Damis, w ten sposób odkrywa, że kocha Damisa. Niue ma jednak zamiaru mu o tym powiedzieć, dopóki się nie dowie od niego, że on ją kocha. Tymczasem Lucylla sprzeciwia się małżeństwu siostry. Przedkłada ojcu, że została zignorowana, że skoro chciano połączyć Damisa z kim innym, należało dać jej kilka dni na oswojenie się ze stratą. Orgon dochodzi do wniosku, że córka chyba oszalała. Próbuje skłonić córki, by się pogodziły. Fenicja zapewnia, że nawet teraz może oddać Damisa siostrze, przeciw czemu Lucylla protestuje, może też pogodzić się z nią tyle razy ile tylko ojciec zechce. Lucylla kapituluje. Orgon powiadamia Damisa, że ostatnia przeszkoda do zwarcia małżeństwa upadła. Fenicja ze śmiechem łączy dłonie obojga zakochanych. Damis wyznaje Lucylli, że kochał ją od chwili ich spotkania, nie chciał się jednak sprzeciw jej życzeniom, by je do siebie nie zrazić i jej nie utracić. Lucylla jest przeszczęśliwa. Zdumieni zmianą sytuacji ojcowie po raz kolejny przystosowują się do niej.

## Omówienie
Marivaux porównuje w komedię w przedmowie do dwóch Pułapek miłości. W tamtych sztukach kochankowie nie rozpoznają swej miłości do czasu, aż ją sobie wyznają. W Niebacznych przysięgach przeciwnie bohaterowie wiedzą, że się kochają, ale są związani przysięgą, że nie będą o tym mówić i szukają sposobu, jak to wyrazić bez złamania przysięgi. Są to postaci, które się kochają i zawsze są blisko powiedzenia tego, ale tego nie mówią. Niebaczne przysięgi są jedną z najlepszych komedii Marivaux i tych które autor najbardziej lubił, a przy ponownym jej wystawieniu odmówił jakichkolwiek zmian, choć w innych komediach chętnie dokonywał poprawek.